# Subaru Alcyone SVX
Subaru Alcyone SVX (також відома за межами Японії як Subaru SVX) –середньорозмірний автомобіль класу GT з кузовом типу купе, випускається компанією Subaru з 1991 по 1997 рік. Назва Alcyone походить від найяскравішої зірки в сузір'ї Плеяди, яке, в свою чергу, зображене на емблемі Subaru.

## Історія та продажі

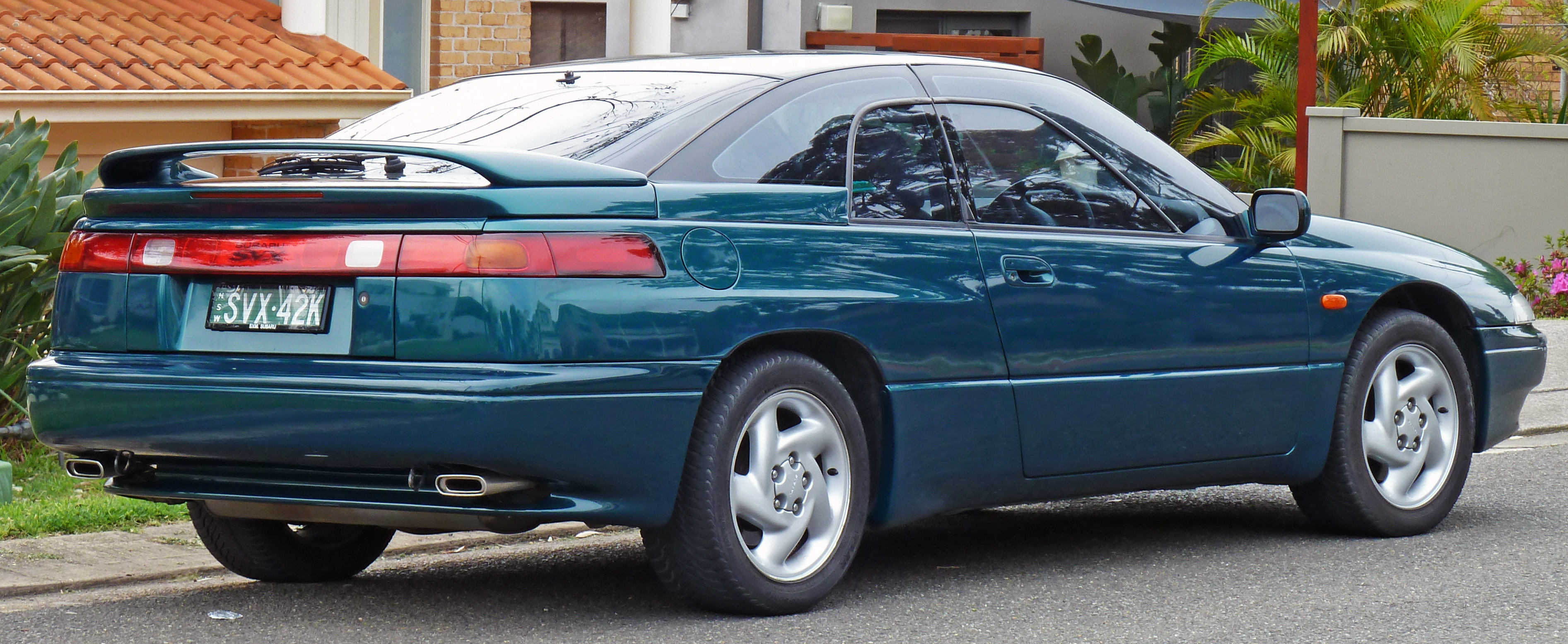
Subaru SVX

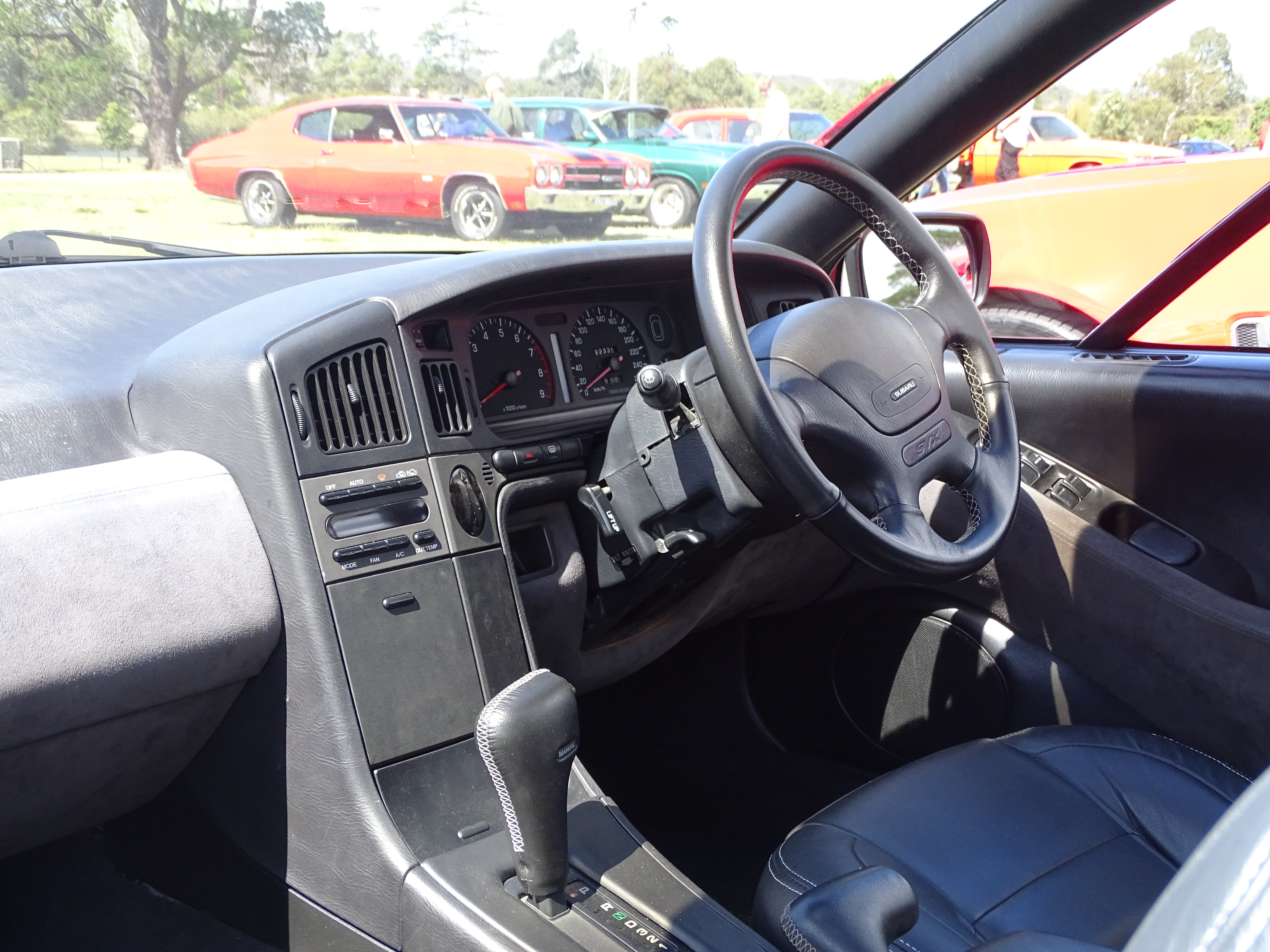

Subaru Alcyone SVX була вперше представлена на 28-му Токійському автосалоні в 1989 році як концепт-кар. Італійський автомобільний дизайнер Джорджетто Джуджаро спроектував обтічний, без різких граней кузов, використовуючи при цьому ідеї своїх попередніх проектів, таких як Ford Maya і Oldsmobile Inca. В Subaru вирішили запустити концепт-кар у виробництво, зберігши при цьому його найяскравіший елемент - незвичайне вікно у вікні, назвавши його «aircraft-inspired glass-to-glass canopy». Подібне рішення було успадковано від попередньої моделі, Subaru Alcyone XT.
У липні 1991 року (як моделі 1992) почалися продажі SVX в США, а у вересні того ж року автомобіль став доступний в Японії.
У 1992 році рекомендована роздрібна ціна становила $ 24,445 для базової модифікації SVX-LS і $ 28,000 за топову LS-L. До 1996 року ціна піднялася до $ 36,740 за максимальну комплектацію LSi (в Японії називалася Version L).
Незважаючи на високу ціну і економічний спад, продажі в США були хорошими: 5,280 машини в 1992 і 3,859 в 1993 році (хоча в Subaru мали намір продавати по 10,000 кожен рік). Після того як в 1997 році продажі впали до 640 штук, було прийнято рішення про припинення виробництва. Всього було продано близько 25 тисяч SVX, з них в США 14,257, в Європі 2,478. Праворульних модифікацій було продано близько 7 тисяч.
З кожним проданим автомобілем SVX Subaru втрачала приблизно $ 3,000, а загальний збиток від пректа склав близько $ 75,000,000. Однак компанія не вважала за ці збитки великими, вирішивши, що імідж компанії як виробника якісної і високотехнологічної продукції коштує дорожче.
Subaru Alcyone SVX продовжує цінуватися на вторинному ринку. Зокрема, журнал Collectible Automobile пророкує, що автомобіль в майбутньому стане популярним у колекціонерів

## Двигун
- 3.3 л EG33 H6 220-230 к.с.